# مايكل كريغ
مايكل كريغ (بالإنجليزية: Michael Craig)‏ هو ممثل بريطاني، ولد في 27 يناير 1928 ببونه في الهند.

## أعمال

### أفلام
- (1958) بحر الرمل
- (1988) موعد مع الموت

## ترشيحات
- جائزة الأوسكار لأفضل كتابة

## وصلات خارجية
- مايكل كريغ على موقع IMDb (الإنجليزية)
- مايكل كريغ على موقع ألو سيني (الفرنسية)
- مايكل كريغ على موقع أول موفي (الإنجليزية)
- مايكل كريغ على موقع قاعدة بيانات برودواي على الإنترنت (الإنجليزية)
- مايكل كريغ على موقع قاعدة بيانات الأفلام السويدية (السويدية)
- مايكل كريغ على موقع إن إن دي بي (الإنجليزية)
- مايكل كريغ على موقع قاعدة بيانات الفيلم (الإنجليزية)
- مايكل كريغ على موقع كينوبويسك (الروسية)